# Old Potrero

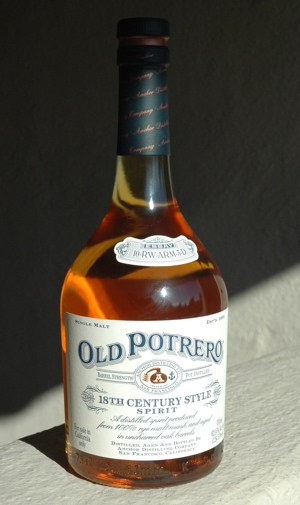
Una bottiglia di Old Potrero nella versione 18th Century Style.

Old Potrero è un Rye whiskey di singolo malto distillato dalla Anchor Brewing Company a San Francisco nel 1993.

## Storia
Il whisky Old Potrero proviene dalla volontà di Fritz Maytag, proprietario dell'industria Anchor Brewing Company, di riprodurre un whisky nella tradizione americana approfittando del Proibizionismo. Dal XVIII secolo all'inizio del XX secolo, la maggior parte dei whisky nord americani era distillato essenzialmente con mosto di malto di segale, fatta eccezione dei bourbons, prodotti quasi esclusivamente nel Kentucky a partire dal XIX secolo.
Dopo molte prove, Fritz Maytag commercializzò le prime bottiglie di Old Potrero nel 1993, questo brandy resta finora il solo whisky 100% segale ancora commercializzato. Viene venduto soltanto nello stato della California.

## Caratteristiche
Il nome Old Potrero che deve il suo nome alla zona di San Francisco di Potrero Hill, dove è stabilita l'industria della birra e distilleria che lo produce, distillando in un alambicco di rame, quindi invecchiato in barili di quercia.
La Anchor Brewing Company commercializza altre versioni di questo whisky che sono:
- Old Potrero Straight Rye Whiskey 19th Century Style: invecchiato in barili di quercia anneriti al fumo (45°).
- Old Potrero 18th Century Style: invecchiato in barili di quercia non anneriti (62,15°).
- Old Potrero Hotaling's Whiskey: invecchiato 11 anni in vecchi barili di quercia anneriti al fumo, si tratta di una produzione commercializzata nel 2006 per commemorare il terremoto di San Francisco del 1906, e nominato nell'onore di un deposito di whiskey miracolosamente salvato al disastro.

Nella versione 18th Century Style, l'Old Potrero si gusta diluito con l'acqua o con ghiaccio. Può essere bevuto secco nella versione 45°.